# 卡里姆甘傑烏帕齊拉
卡里姆甘傑是孟加拉國的一個烏帕齊拉，位於達卡專區的吉紹爾甘傑縣。

## 人口
據1991年孟加拉國人口普查，卡里姆甘傑共有人口287807人，其中男性佔比49.75%，女性50.25%；成年人口109240人。該地7歲以上人口之平均識字率為20.3%，低於全國平均值（32.4%）。